# Radużnyj (obwód włodzimierski)
Radużnyj (ros. Радужный) – miasto zamknięte w Rosji, w obwodzie włodzimierskim położone 27 km na południe od Włodzimierza.
Miasto zamknięte Radużnyj, w latach 1977–1991 pod nazwą Władimir-30 (ros. Владимир-30), w latach 1991–1992 Raduga (ros. Радуга), od 1992 pod obecną nazwą. Status miasta od 1991.
Miasto powstało jako zaplecze dla OKB „Raduga” (Państwowy Naukowo – Badawczy i Doświadczalny Ośrodek Laserowy „Raduga” im. I.S. Kosminowa). W czasach ZSRR był to jeden z nielicznych na świecie ośrodków prowadzących badania w zakresie konstruowania, budowy i testowana bojowych laserów dużej mocy. Pracowano tam również nad rozwiązywaniem problemów w dziedzinie innych laserów oraz systemów optoelektronicznych.
Obecnie w ośrodku prowadzi się badania w zakresie fizyki doświadczalnej, systemów optoelektronicznych oraz urządzeń opartych na skupionej wiązce elektronów. Prowadzone są również badania w zakresie interakcji promieniowania laserowego z atmosferą ziemską oraz innymi materiałami.